# Hoploscopa triangulifera
Hoploscopa triangulifera is een vlinder uit de familie van de grasmotten (Crambidae), uit de onderfamilie van de Hoploscopinae. De wetenschappelijke naam van deze soort is voor het eerst gepubliceerd in 1919 door George Francis Hampson.
De voorvleugellengte van het mannetje is 7 tot 8 millimeter en van het vrouwtje van 8 tot 9 millimeter.
De soort komt voor in Papoea-Nieuw-Guinea op ongeveer 1600 meter boven zeeniveau.